# 양산 통도사 삼층석탑
양산 통도사 삼층석탑(梁山 通度寺 三層石塔)은 대한민국 경상남도 양산시 하북면, 통도사에 있는 중 기단 위에 3층 탑신을 올린 통일신라 시대의 일반형 석탑이다. 2006년 6월 1일 대한민국의 보물 제1471호로 지정되었다.

## 개요
석탑의 높이는 3.9m이고 기단폭은 1.8m이며, 기단은 여러 매의 장대석을 사용해 지대석을 구축한 후 올려 놓았다. 하층기단은 4매의 판석으로 결구하였고 각 면에는 우주와 탱주를 생략하였으며 6괄호형의 안상을 3구씩 새겼다. 하층기단 갑석은 2매의 석재로 구성하였고 상면에는 낮은 원호와 각 형 1단의 받침을 모출했다. 네 모서리에는 합각선이 보이고 있다. 상층기단 역시 4매의 석재로 구성하였고 각 면에는 양 우주와 1주의 탱주를 모각했다. 기단갑석 역시 2매의 판석으로 구성하였는 바, 하면에는 각형 1단의 부연이 상면에는 호각형 2단의 받침을 조출해 탑신을 받고 있다. 갑석의 상면은 하층기단과 같이 얕은 경사를 지니고 있으며, 네 모퉁이 역시 하층기단과 동일하게 합각선이 뚜렷하다.

## 탑신부
탑신부는 탑신과 옥개석이 각각 1개의 부재로 조성되었다. 각 층 탑신석에는 양 우주가 모각되었다. 옥개석은 이 석탑에서 가장 파손이 심한 부분인데, 2층 옥개석만은 파손이 덜해 이를 통해 전체적인 양식을 살펴볼 수 있다. 매층 옥개석의 하면에는 각형 4단의 받침과 낙수홈이 마련되어 있다.
낙수면은 완만한 S자형을 그리고 있어 경사가 급하고, 이로 인해 추녀는 전각에 이르러 경쾌한 반전을 보이고 있다. 상면에는 각형 2단의 받침을 조출해 상층 탑신을 받고 있다. 상륜부는 부연이 있는 노반석 위에 보주를 놓았다.

## 양식적 특징
양식적 특징으로는 첫째, 하층기단의 각 면에 우주와 탱주를 생략하며 안상을 조각했다. 신라석탑에서 통도사삼층석탑과 같이 우주와 탱주를 생략하며 기단부에 안상을 조각한 것으로는 범어사삼층석탑, 안동 옥동삼층석탑, 무장사지삼층석탑, 칠곡 기성동삼층석탑, 술정리서삼층석탑 등을 들 수 있다. 이들 석탑은 모두 9세기에 건립된 것으로 이 중 9세기 전기에는 상하층 모두에 안상이 조식되지만, 후기에 이르러 하층기단에만 조식되는 변화를 보이고 있다. 따라서 기단부의 양식과 하층기단에만 안상이 조식된 점으로 보아 이 석탑이 9세기 후반에 건립되었을 것으로 보인다.
둘째, 옥개석의 양식으로 전각의 경쾌한 반전과 낙수홈을 들 수 있다. 보편적인 신라석탑의 낙수면은 곧게 일직선으로 조성되어 전각의 반전이 날렵하게 조성되고 있다. 하지만, 9세기 후반경에 이르면 낙수면의 합각선이 S자형으로 변화되어 수평으로 오던 추녀가 전각에 이르러 급한 경사를 이루며 합각선과 만나 경쾌한 반전을 이루게 된다. 이같은 예를 실상사삼층석탑과 해남 대흥사 응진전앞 삼층석탑 등에서 볼 수 있는바, 이들 석탑이 모두 9 세기 후반에 조성된 것으로 추정되고 있음을 볼 때 이 석탑 역시 같은 시기에 조성된 것으로 볼 수 있다. 이와 더불어 옥개석의 하면에 조성된 낙수홈은 8세기 석탑에서 시작되어 신라석탑의 보편적인 요소로 자리잡게 되는 바, 이는 석탑이 목조건축의 번안임을 보여주는 중요한 일례로 볼 수 있다.

## 지정 사유
통도사삼층석탑은 보존상태가 비교적 양호한 편으로, 위에서 살펴본 바와 같이 전체적인 규모와 양식 등을 볼 때 통일신라시대 말기인 9세기 후기의 특징을 잘 반영하고 있으며 학술적인 가치도 충분히 있는 것으로 평가된다.

## 같이 보기
- 통도사

## 참고 자료
- 양산 통도사 삼층석탑 - 국가유산청 국가유산포털